# Heinz Hopf
Heinz Hopf (ur. 19 listopada 1894 w Grabiszynie, zm. 3 czerwca 1971 w Zollikon) – szwajcarski matematyk niemieckiego pochodzenia, zajmujący się topologią algebraiczną.

## Życiorys
Urodził się 19 listopada 1894 w Grabiszynie pod Wrocławiem. Był synem Wilhelma Hopfa i Elisabeth z domu Kirchner. W 1904 rozpoczął naukę w szkole średniej König-Wilhelm-Gymnasium we Wrocławiu. Maturę zdał w 1913. W tym samym roku rozpoczął studia matematyczne na Uniwersytecie Wrocławskim. Po wybuchu I wojny światowej Heinz Hopf przerwał studia i wstąpił do armii. Po wojnie kontynuował studia, jednak zmienił w 1919 uczelnię na Uniwersytet w Heidelbergu oraz od 1920 w Berlinie. Dysertację doktorską obronił w 1925 w Berlinie. Natychmiast potem rozpoczął habilitację na Uniwersytecie w Getyndze, którą obronił jesienią 1926, a następnie wykładał tamże jako privatdozent do 1931. W 1931 przyjął propozycję objęcia posady profesora w Politechnice Federalnej w Zurychu. Funkcję tę pełnił do 1965. Ostatni uroczysty wykład, z okazji przejścia na emeryturę, wygłosił 6 lipca 1965. Zmarł w szpitalu 3 lipca 1971 w Zollikon.

## Życie prywatne
Latem 1926 w Getyndze poznał się z Pawiełem Aleksandrowem, z którym się zaprzyjaźnił i wspólnie wydał pierwszy podręcznik topologii algebraicznej.
W październiku 1928 roku poślubił Anję von Mickwitz, z którą był w związku aż do jej śmierci w 1967.
Objęcie posady profesora w Zurychu w 1931 pozwoliło uniknąć mu prześladowań w III Rzeszy. Jego ojciec Wilhelm był pochodzenia żydowskiego, jednak przeszedł na protestantyzm po poślubieniu Elisabeth Kirchner.
W 1959 przeszedł operację wrzodów żołądka.

## Wybrane pojęcia nazwane jego imieniem
- algebra Hopfa(inne języki)
- grupa Hopfa
- rozwłóknienie Hopfa(inne języki)
- splot Hopfa